# Saragjuch
Saragjuch – wieś w Armenii, w prowincji Szirak. W 2011 roku liczyła 174 mieszkańców.